# فدراسیون سامبو ارمنستان
فدراسیون سامبوی جمهوری ارمنستان (ارمنی: Հայաստանի սամբոյի ֆեդերացիա) که با نام فدراسیون ارمنستان نیز شناخته می‌شود، نهاد تنظیم‌کننده ورزش سامبو در ارمنستان می‌باشد که توسط کمیته المپیک ارمنستان اداره می‌شود و مقر آن در شهر ایروان واقع شده است.

## تاریخچه
ریاست فعلی آن را میکائیل هایراپتیان برعهده دارد. این فدراسیون عضو کامل فدراسیون بین‌المللی سامبو و فدراسیون اروپایی سامبو می‌باشد.
سامبوکاران ارمنستانی در مسابقات قهرمانی در سطوح مختلف اروپایی و بین‌المللی از جمله در مسابقات قهرمانی جهانی و بازی‌های المپیک تابستانی شرکت می‌کنند.

## فعالیت‌ها
ورزشکاران سامبو ارمنستان در مسابقات جهانی و اروپا ۲۰۱۲ موفق به کسب ۳۸ مدال شدند.
در اکتبر ۲۰۱۶، ورزشکاران در مسابقات قهرمانی سامبو جهان و مسابقات قهرمانی سامبو جوانان جهان در رومانی شرکت کردند.
در آوریل ۲۰۱۷، این فدراسیون ورزشکارانی را برای شرکت در نوجوانان، دختران و جوانان اروپا که در پراگ برگزار شد، اعزام کرد.
در آوریل ۲۰۱۹، در مسابقات قهرمانی سامبو جوانان و جوانان اروپا ورزشکاران سامبو ارمنستان ۱۶ مدال کسب کردند.
در طول جنگ ۲۰۲۰ قره‌باغ کوهستانی، این فدراسیون تدارکاتی را برای ارسال نیرو به جمهوری آرتساخ ترتیب داد.
در مه ۲۰۲۱، فدراسیون ۳۵ ورزشکار را برای شرکت در مسابقات قهرمانی سامبو اروپا که در قبرس برگزار شد، اعزام کرد. در اکتبر ۲۰۲۱، ورزشکاران سامبو در مسابقات قهرمانی سامبو جوانان جهان در یونان به رقابت پرداختند و ۵ مدال کسب کردند.
در اکتبر ۲۰۲۲ اعلام شد که مسابقات قهرمانی جوانان جهان سامبو در ایروان برگزار خواهد شد. حدود ۶۰۰ ورزشکار از ۲۵ کشور جهان شرکت خواهند کرد.